# Жанна-Марі Лепренс де Бомон
Жанна-Марі Лепренс де Бомон (фр. Jeanne-Marie Leprince de Beaumont, уроджена Vaimboult; 26 квітня 1711, Руан — 8 вересня 1780, Шавано, Франція) — французька письменниця, педагогиня; прабабуся Проспера Меріме.

## Життя та творчість
Походила з дрібномаєтної шляхти. Після двох років невдалого шлюбу поїхала 1746 року до Лондона, де займалася вихованням дітей заможних англійців. У Англії одружилася і стала матір'ю великого сімейства. В епоху Просвітництва набула поширення її педагогічна система, «пройнята духом поваги до дитини, раціоналізму та поклоніння перед книгою».
1748 року опублікувала дидактичний роман «Тріумф істини» (фр. Le Triomphe de la vérité). Також писала шкільні підручники, викладала у школі для дівчаток. Її перу належать казки, деякі з них є обробкою добре відомих сюжетів. Хрестоматійною вважають її редакцію казки «Красуня і чудовисько». Її зазвичай друкують як додаток до казок Шарля Перро.
Після 17 років перебування в Англії Лепренс де Бомон поїхала на континент, останні роки провела в Савої.
Найвідоміший твір письменниці — навчальний посібник «Magasin des Enfants ou Dialogues d'une sage gouvernante avec ses eleves de la premier distinction» (Лондон, 1756). Як випливає з назви, книга складена «діалогами» гувернантки, мадемуазель Бон (фр. найдобріша), з дівчатами знатних родин різної національності і різного віку (від 5 до 13 років). Розмовою про прості речі вчителька пояснює світобудову, розповідає про обов'язки доброї дружини тощо. А повчальні казки, що доповнюють кожен такий діалог (Принци Щасливий і Нещасливий, Принц Чарівний, Красуня і Чудовисько та ін.), дають корисний приклад поведінки і вчать добросердя, чуйності і милосердя. Наприклад, знаменита «Красуня і Чудовисько» у Лепренс де Бомон майже повністю позбавлена казковості, але пояснює знатним дівчатам, що не можна боятися каліцтва, представленого чудовиськом, і цуратися його. Відразу має викликати холодне серце, яке мають сестри красуні. Не випадково, для покарання добра Фея перетворює їх на статуї і ставить при вході в палац Красуні та її чоловіка. Оповідання підкріплено корисним прикладом «з життя». Одна зі слухачок гувернантки згадує, що якось її тато привів у будинок на посаду лакея зовсім чорне арапеня, і воно було настільки потворним, що вона постійно ховалася від нього, але, поступово звикнувши, боятися перестала, і тепер, коли він несе її в карету, вона зовсім не помічає його потворного обличчя. На це мадемуазель Бон робить зауваження: «До каліцтва можна звикнути, до злоби ж ніколи. Не варто соромитися бути негарним, але слід робити так багато добра, щоб люди не помічали нашого негарного обличчя і любили нас за наше серце».
Книга була популярною в Європі і в Росії та витримала багато перевидань. У Росії загальний тираж, можливо, сягнув 15 млн примірників. А серед читачів був навіть малолітній великий князь Павло Петрович.
За зразком її «Magasin des Enfants» російський письменник А. Т. Болотов написав книгу «Дитяча філософія, або повчальні розмови між однією пані та її дітьми, створені для сприяння справжній користі молодих людей» (рос. Детская философия, или нравоучительные разговоры между одной госпожой и её детьми, сочинённые для споспешествования истинной пользы молодых людей), видана в Москві в двох частинах у 1776—1779 роках.

## Праці
- «Дитяче училище», в 4-х томах (Лондон, 1756)